# HD173657
HD173657 — хімічно пекулярна зоря спектрального класу B9, що має видиму зоряну величину в смузі V приблизно  7,3.
Вона  розташована на відстані близько 858,3 світлових років від Сонця.

## Пекулярний хімічний склад
Зоряна атмосфера HD173657 має підвищений вміст 
Si
.